# Clintonite
La clintonite è un minerale che prende il nome in onore dello statista statunitense De Witt Clinton (1769-1828).
Fa parte della famiglia delle miche, è associata con la grossularia, l'idrogrossularia, la vesuvianite, lo spinello blu e altri minerali. La sua genesi è legata a fenomeni di metamorfismo di contatto di alto grado termico (pirometamorfismo) in calcari formanti xenoliti all'interno di batoliti granodioritici.

## Morfologia
Da massivo a lamellare.

## Origine e giacitura
Si trova nelle rocce metamorfiche di epizona, quali i cloritoscisti e i talcoscisti.
Fu rinvenuta ad Amity nello stato di New York, nella Contea di Riverside in California (USA), nei calcari della zona di Pargas in Finlandia e negli Urali meridionali.